# Jimmy Downey
James „Jimmy“ Downey (* 10. Oktober 1987 in Gympie, Queensland) ist ein australischer Fußballspieler.

## Karriere
Downey besuchte zunächst das Sportinstitut von Queensland, bevor er von 2005 bis 2006 am Australian Institute of Sport trainierte. Im März 2007 erhielt er vom A-League-Team Perth Glory einen Profivertrag und war bereits in seiner Debütsaison Stammspieler. Nach dem Saisonende verlängerte er seinen Vertrag bei Perth um zwei weitere Spielzeiten. Wegen Verletzungsproblemen in der Vorbereitung zur Saison 2009/10 verlor der überwiegend als rechter Verteidiger aufgebotene Downey nach zwei Jahren seinen Platz im Team und kam nur noch sporadisch zum Einsatz. Anfang 2010 ging er im Tausch für Daniel McBreen für die letzten Spieltage zum Ligakonkurrenten North Queensland Fury.
Zur Saison 2010/11 wechselte er zum niederländischen Zweitligisten Sparta Rotterdam. Für diesen kam er zu Saisonbeginn zu insgesamt drei Pflichtspieleinsätzen, wegen langanhaltender Verletzungsprobleme einigten sich Verein und Spieler aber bereits zum 1. Januar 2011 auf eine vorzeitige Auflösung des Ein-Jahres-Vertrages. Downey kehrte nach Australien zurück und schloss sich den Oakleigh Cannons mit Spielbetrieb in der Victorian Premier League an. Zur Saison 2011/12 unterschrieb er beim neuseeländischen A-League-Klub Wellington Phoenix. Dort kam er bis zum Ablauf seines Vertrags in zwei Jahren nur zu sieben Einsätzen als Einwechselspieler. Bereits kurz nach Beginn der Saison 2011/12 fiel er aufgrund einer Knieverletzung für mehrere Monate aus und auch die Vorbereitung zur Saison 2012/13 konnte er aufgrund von Kniebeschwerden nicht bestreiten.
Seine Kniebeschwerden sorgten auch in der Folge für eine längere Pause vom Fußballsport. Erst Anfang 2015 schloss er sich den Ballarat Red Devils an, einem Klub in der zweithöchsten Spielklasse des Bundesstaats Victoria. Bei dem Verein hatte er zuvor bereits ein Jahr lang Rehabilitationsmaßnahmen absolviert.
2006 nahm Downey als Stammspieler mit der australischen U-20-Auswahl an der U-19-Asienmeisterschaft teil, verpasste mit dem Team durch eine 1:2-Niederlage im Viertelfinale gegen Südkorea allerdings die WM-Qualifikation.